# Hortipes baerti
Hortipes baerti là một loài nhện trong họ Corinnidae.
Loài này thuộc chi Hortipes. Hortipes baerti được miêu tả năm 2000 bởi Bosselaers & Rudy Jocqué.